# Вікняни
Вікняни — село в Україні, у Тлумацькій міській громаді Івано-Франківського району Івано-Франківської області.

## Географія
Селом протікає річка Вікнянка.

## Історія
Згадується 3 квітня 1441 року у книгах галицького суду.
Дідичем села (також містечка Нижнів, Копичинців) був польський шляхтич Евстахіуш Копичинський/
У 1934—1939 рр. село входило до об'єднаної сільської ґміни Тлумач Тлумацького повіту.
У 1939 році в селі мешкало 1460 осіб, з них 860 українців-греко-католиків, 570 українців-римокатоликів, 15 поляків та 15 євреїв.
За часів СРСР перейменовувалося на село Білогірка.
12 червня 2020 року, відповідно до Розпорядження Кабінету Міністрів України  № 714-р «Про визначення адміністративних центрів та затвердження територій територіальних громад Івано-Франківської області», увійшло до складу Тлумацької міської громади.
17 липня 2020 року, в результаті адміністративно-територіальної реформи та ліквідації Тлумацького району, село увійшло до складу новоутвореного Івано-Франківського району.

## Відомі люди
- Августо Доніні — італієць, який перейшов до лав УПА.
- Мисак Василь Ігорович (1978—2022) — солдат збройних сил України, учасник російсько-української війни.